# Cédric Mathy
Cédric Mathy (n. 2 februarie 1970, Elsene, Comunitatea Francofonă din Belgia⁠(d), Belgia) este un ciclist de performanță ce a reprezentat Belgia, medaliat olimpic. A participat la o ediție a Jocurilor Olimpice (1992) în care a câștigat o medalie de bronz.

## Participări
Lista de mai jos prezintă principalele competiții la care a participat Cédric Mathy de-a lungul carierei.
- cycling at the 1992 Summer Olympics – men's points race[*]